# Jesus barndom
Jesus barndom (The Childhood of Jesus) är en roman av den sydafrikansk-födde nobelpristagaren J. M. Coetzee. Den utspelar sig i ett fiktivt land, där immigranterna måste glömma alla sina minnen och sin bakgrund, få nya namn och acklimatisera sig till en nästintill perfekt värld. Romanen har kallats Coetzees mest komplexa roman, och har gäckat både en internationell och en svensk kritikerkår. Den har setts som en allegori över Jesus barndom såsom titeln antyder, men även en roman om vilken plats den avvikande har i den bästa av världar, och till och med en roman om själva romanens brister. 
Alla kritiker har inte varit helt positiva. Medan The Australian kallade den för "ett mästerverk" menade David Ulin på Los Angeles Times att den aldrig tar sig till en högre nivå, och att karaktärerna aldrig väcks till liv. Theo Tait på The Guardian uppskattade den, men menade att den inte nådde upp till bland annat I väntan på barbarerna och Onåd.

## Handling
I berättelsen följer läsaren en man och en pojke – Simon och David. Med båt kommer de till ett nytt land, till staden Novilla. Förutsättningen för att få komma till landet och bo där är att man glömmer sitt förflutna och alla minnen, såväl som sitt namn. När de väl anländer får de därför nya namn och ungefärliga uppskattningar av sin ålder. De får lära sig spanska för att kunna acklimatisera sig till sin nya stad, och Simon – den äldre av de två – börjar jobba som hamnsjåare, där han sakta men säkert lär känna sina arbetskamrater. 
Simon känner dock allt mer att han måste finna den unge Davids mor. David minns inte något alls av sin mamma, men antar ändå att han kommer att känna igen henne när han ser henne. Under en promenad blir David fäst vid en kvinna han tror är hans mor, och han får Simon att övertyga henne om att hon är det. Medan hon börjar ta hand om David börjar emellertid myndigheterna insistera på att han sänds till en internatskola, varpå Simon och kvinnan flyr i hopp om att kunna fly från sina förföljare och fortsätta ta hand om David.

## Mottagande
Det första internationella mottagandet när romanen gavs ut på engelska var positivt. Tim Adams på The Observer menade att boken skulle kunna ge Coetzee hans tredje Bookerpris. The Australian hyllade också romanen, och kallade den för ett mästerverk. Theo Tait på The Guardian uppskattade också romanen – han påpekade att den inte var lika bra som Historien om Michael K., I väntan på barbarerna och Onåd, eller den självbiografiska serie som avslutades med Summertime, men att den ändå var intelligent, enigmatisk och en del av hans "märkliga men intressanta verk", tillsammans med bland andra Mr. Foe och Elizabeth Costello. När den publicerades i USA var David Ulin i Los Angeles Times dock inte lika positiv, och menade att Coetzee aldrig lyckas få karaktärerna levande till skillnad från bland andra I väntan på barbarerna och Historien om Michael K., där det faktum att karaktärerna lever gör att läsaren grips och får nya glasögon att se världen med. Ulin menar att den är allegorisk, men att den aldrig tar sig till en högre nivå.
Hanna Nordenhök på Aftonbladet konstaterade att hon är lika gäckad som den engelska kritikerkåren i sin strävan efter att förstå vad romanen handlar om. Hon menar att "den kommer att fortsätta att hemsöka mina drömmar långt efter läsningens slut. Jesus barndom är trots sin förrädiskt enkla berättarstil en mycket svår bok att omfatta." Cristina Karlstam på Upsala Nya Tidning kallade romanen "Coetzees mest komplexa bok hittills". Hon försöker sig ändå på en tolkning, trots dess komplexitet och dess gäckande:
| ”                        | Jesus barndom är en filosofisk, etisk, estetisk berättelse, en utopi om ett nytt sätt att leva, den rymmer diskussioner om askes, sexualitet, natur, arbete, minne, historia och försök att konstruera ett utopiskt samhälle med lätt socialistiska drag. Det är en berättelse om både geografisk och existentiell exil, om språklöshet och språkförbistring och om moderskap, faderskap, om barnets utsatthet och beroende. Och inte minst är det en moralitet om ett märkligt barn; Coetzee använder namnet Jesus som metafor för den mänskliga existensens själva fundament, om livet, döden och ett annat, kommande liv. Tätare än i detta imponerande konstverk har jag aldrig förr sett Coetzee hantera tillvarons svåraste existentiella frågor. Med den kristna mytologin som grund har han skrivit en unik bok som tål flera omläsningar. | „ |
| – Cristina Karlstam, UNT | |   |

Elisabeth Hjorth på Svenska Dagbladet tycker sig skönja en viss leda vid romanformen hos Coetzee i romanen, och ett försök att bryta mot romanens gränser. Hon drar intertextuella kopplingar till huvudpersonen David Luries strävan efter sex och kött i Onåd och ett intresse för den avskalade existensen i Historien om Michael K., men antyder att trots skenbara likheter med andra verk så skiljer sig romanen från de övriga. Också hon försöker sig på en analys av vad romanen egentligen vill säga, och undrar om den inte ställer sig frågan om vilken plats den avvikande har i den bästa av världar, men avslutar med att konstatera att hon "njuter av denna vackra roman […] och den genomgående lakoniska tonen. En roman måste inte nödvändigtvis vara så romanig."